# Sampara
 (mars 2024).
Sampara est un village et siège de la commune de Bassirou dans le cercle de Mopti dans la région de Mopti au centre-sud du Mali . Le village est à 20 km au nord de Sévaré entre la RN15 et le fleuve Niger. Le village de Sampara a également été fondé dans l'Andhra Pradesh, dans le district de Godavari Est,.

## Géographie
La localité de Sampara est située sur la rive droite de la rivière Yamé, affluent du fleuve Niger, à l'ouest de la route nationale RN 16 (axe Sévaré-Konna) et à 37 km au nord du chef-lieu régional Mopti. 